# Моляри
Моляри (лат. dens molaris) або великі кутні зуби — найбільші постійні зуби верхньої і нижньої щелепи; мають 2 чи 3 корені і жувальну поверхню, що утворена трьома, чотирма чи п'ятьма горбками.